# Ilshofen
Ilshofen település Németországban, azon belül Baden-Württembergben. Lakosainak száma 7115 fő (2023. december 31.).

## Népesség
| Lakosok száma | 3673 | 3981 | 4281 | 4329 | 4271 | 5209 | 5937 | 6071 | 6237 | 7115 |
|               | 1961 | 1967 | 1974 | 1980 | 1987 | 1993 | 2000 | 2006 | 2013 | 2023 |